# PAL

Sisteme de codare în televiziune după ţară

PAL (în engleză Phase Alternating Line, „fază alternantă pe linie”) este un sistem analogic de codificare a semnalelor de televiziune color apărut în Europa de Vest și folosit între 1967 și 2016; folosește un sistem SDTV de tip 625 linii/50 Hz. Două alte sisteme similare de codificare a culorilor TV în uz comun sunt SECAM și NTSC.

## Istorie
În anii 1950, majoritatea țărilor vest-europene au început planurile de a introduce  sisteme de televiziune color, dar s-au confruntat cu problema că standardul NTSC, existent în vigoare la acea dată in SUA, a demonstrat existența a mai multor deficiențe, inclusiv schimbarea nuanței de culoare în condiții de transmisie dificile.
Aceste deficiențe erau o problemă majoră, având în vedere particularitatile profilului geografic și meteorologic al Europei. Pentru a depăși deficiențele sistemului american NTSC, au fost concepute o serie de standarde alternative, ceea ce a dus la dezvoltarea standardelor PAL și SECAM. Scopul a fost de a oferi un standard TV color pentru frecvența imaginii europene de 50 de câmpuri pe secundă (50 de herți) și de a găsi o modalitate de a elimina problemele avute cu sistemul NTSC.
Sistemul PAL a fost dezvoltat de Walter Bruch la Telefunken din Hanovra, Germania de Vest, cu contribuții importante din partea lui Gerhard Mahler. Formatul a fost brevetat de Telefunken în 1962, citându-l pe Bruch ca inventator, și a fost dezvăluit membrilor Uniunii Europene de Radiodifuziune (EBU) la 3 ianuarie 1963. Când a fost întrebat de ce sistemul a fost numit „PAL” și nu „Bruch”, inventatorul a răspuns că un „sistem Bruch” probabil că nu s-ar fi vândut prea bine („Bruch” este cuvântul german pentru „ruptură”). Primele transmisii au început în Marea Britanie în iulie 1967, urmate mai târziu, în acel an, de Germania de Vest.  Singurul canal BBC care a folosit inițial standardul de difuzare a fost BBC2, care a fost primul serviciu TV din Marea Britanie care a introdus „625 de linii” în 1964. Telefunken PALcolour 708T a fost primul televizor comercial care avea integrat sitemul PAL. A fost urmat de alte modele de televizoare, exxemplu Loewe-Farbfernseher S 920 & F 900.

## Date generale
Semnalul video de tip PAL este un semnal video compozit deoarece luminanța (lumina, imaginea monocromă) și crominanța (croma, culoarea aplicată imaginii monocrome) sunt transmise împreună ca un singur semnal. 
În majoritatea țărilor sistemul de codare PAL a fost difuzat la 625 de linii/25 de cadre (50 interlaced-întrețesute) pe secundă și asociat cu sistemele CCIR de difuzare analogică de televiziune B, D, G, H, I sau K.